# Homaspis cephalciae
Homaspis cephalciae är en stekelart som beskrevs av Barron 1990. Homaspis cephalciae ingår i släktet Homaspis och familjen brokparasitsteklar. Inga underarter finns listade i Catalogue of Life.